# Суворов, Иван Павлович
Иван Павлович Суворов (5 сентября 1909 — 12 июня 1982) — советский военачальник, военный лётчик-ас, имеющий на боевом счету 8 сбитых самолётов противника, участник Освобождения Западной Белоруссии, Советско-финляндской, Советско-японской и Великой Отечественной войн, Генерал-инспектор истребительной авиации Инспекции ПВО Главной инспекции МО СССР, генерал-майор авиации (03.08.1953).

## Биография
Иван Павлович Суворов родился 5 сентября 1909 года в деревне Ермаково Заозёрной волости Галичского уезда Костромская губерния Российской империи, ныне деревня Ермаково Галичского района Костромской области. Русский.
В Красной армии с декабря 1929 года. Окончил Военно-теоретическую школу ВВС РККА в Ленинграде в 1931 году, 2-ю военную школу летчиков им. Осоавиахима в городе Борисоглебск в 1932 году, Высшие академические курсы при Высшей военной академии Генерального штаба имени К. Е. Ворошилова в 1955 году.
До службы в армии работал столяром на мебельном заводе в Ленинграде. 21 декабря добровольно поступил в Военно-теоретическую школу ВВС РККА в Ленинграде, по окончании которой в мае 1931 года направлен во 2-ю военную школу летчиков им. Осоавиахима в Борисоглебск. По окончании в 1932 году в июне направлен в 14-ю военную школу летчиков в Энгельс инструктором. В январе 1935 года с должности командира звена переведен в 6-ю истребительную авиационную эскадрилью 18-й авиационной бригады в Смоленск. В апреле 1939 года назначен инспектором по технике пилотирования бригады. В сентябре 1939 года в её составе принимал участие в Освобождение Западной Белоруссии.
В ходе Советско-финляндской войны по личной просьбе направлен в 25-й истребительный полк заместителем и позже командиром эскадрильи. Сбил 2 самолёта противника: один лично и один в группе. После войны вернулся на прежнюю должность.
В марте 1941 года назначен командиром 237-го истребительного авиационного полка. С началом войны полк вел боевые действии на Северо-Западном фронте. В июле полк направлен на переформирование под Москву. По завершении переформирования полк вошел в 1-ю резервную авиационную группу, в составе которой действовал до ноября 1941 года. Всего за этот период летчики полка сбили 25 самолётов противника. В ноябре полк отправлен за новой техникой, а Суворов назначен штурманом 211-го истребительного авиационного полка. С этим полком принимал участие в Битве под Москвой. В одном из вылетов был сбит. После излечения от ранения назначен командиром 754-го истребительного авиационного полка, находящегося на формировании в 13-м запасном истребительном авиационном полку Приволжского военного округа.
В мае 1942 года полк вошел в состав 220-й истребительной авиационной дивизии и базировался сначала в Купянске и Калаче, затем в Сталинграде. После тяжелых оборонительных боев полк влился в 273-й истребительный авиационный полк 268-й истребительной авиационной дивизии, а майор Суворов назначен командиром этого полка. За образцовое выполнение заданий командования и проявленные при этом мужество и героизм 22 ноября 1942 года полк преобразован в 31-й гвардейский истребительный авиационный полк.
В январе 1943 года майор Суровов назначен заместителем командира 144-й истребительной авиационной дивизии ПВО Саратово-Балашовского дивизионного района ПВО. В период с 22 мая по 22 июня выполнял обязанности командира этой дивизии. В сентябре 1944 года переведен на туже должность в 106-й истребительной авиационной дивизии ПВО для получения боевого опыта. В декабре 1944 года назначен командиром 147-й истребительной авиационной дивизии ПВО.
В апреле 1945 года подполковник Суворов передал части дивизии в другие соединения и убыл вместе со штабом на Дальний Восток, где принял в состав дивизии четыре полка. В ходе Советско-японской войны основной задачей дивизии была оборона промышленных объектов городов Ворошилов-Уссурийский, Спасск-Дальний и Лесозаводск.
После войны И. П. Суворов продолжал командовать этой дивизией. С апреля 1948 года заместитель, а с февраля 1951 года — командир 123-й истребительной авиационной дивизии ПВО. В июне 1952 года — командир 50-го истребительного авиационного корпуса ПВО, с сентября 1953 года — заместитель командующего 30-й воздушной армии. С ноября 1954 по ноябрь 1955 года обучался на Высших академических курсах при Высшей военной академии Генерального штаба имени К. Е. Ворошилова, по окончании назначен Генерал-инспектором Инспекции истребительной авиации ПВО Главной инспекции МО СССР. С марта 1957 года в распоряжении ГРУ Генштаба, исполнял должность начальника Советской военной миссии связи при главнокомандующем американскими войсками в Германии. С октября 1958 года — начальник отдела боевой подготовки м ВУЗов Управления ВВС Южной группы войск. С декабря 1959 года — ответственный дежурный (лётчик) Командного пункта Управления полетами Главного штаба ВВС. 
В марте 1961 года уволен в отставку. Скончался 12 июня 1982 года в Москве.

## Награды
- Орден Ленина[1];
- Три ордена Красного Знамени[1];
- Орден Кутузова II степени[1];
- Орден Отечественной войны I степени[1];
- Орден Красной Звезды[1];
- Медаль «За оборону Москвы»
- Медаль «За оборону Сталинграда»
- Медаль За победу над Германией в Великой Отечественной войне 1941—1945 гг.
- Медаль «За победу над Японией»
- Медали[1].